# Murasson
Murasson är en kommun i departementet Aveyron i regionen Occitanien i södra Frankrike. Kommunen ligger  i kantonen Belmont-sur-Rance som ligger i arrondissementet Millau. År 2022 hade Murasson 213 invånare.

## Befolkningsutveckling
Antalet invånare i kommunen Murasson
Referens: INSEE